# Vardija

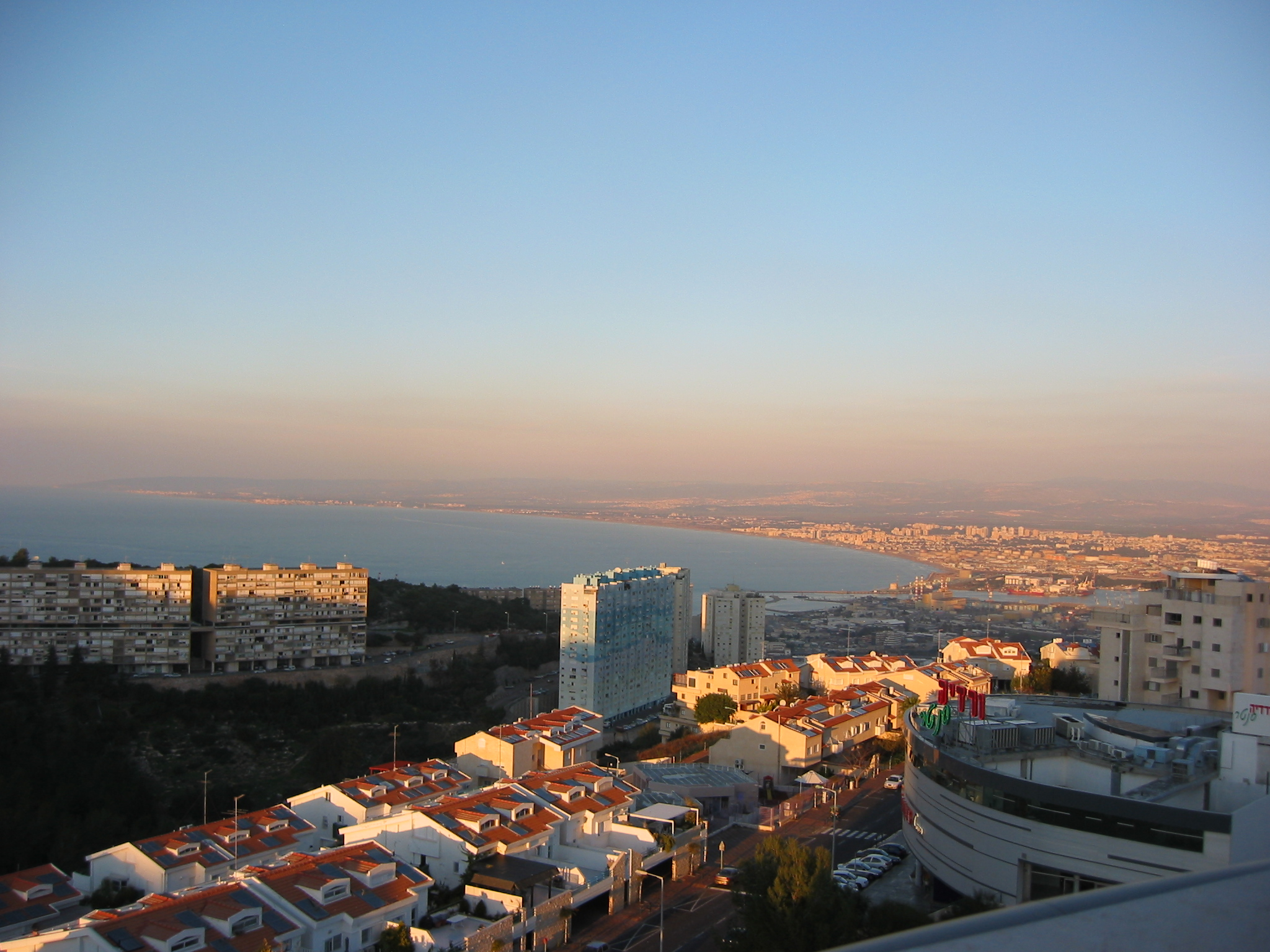
Večer ve čtvrti Vardija

Vardija (hebrejsky: ורדיה) je čtvrť v izraelském městě Haifa. Byla založena v 80. letech 20. století a nachází se v horní části hory Karmel mezi čtvrtěmi Chadar ha-Karmel a Ramat Ben Gurion. Kolem čtvrti rostou v prstencovitém tvaru borové lesy, které byly v minulosti oblíbeným místem pro rodinné rekreace a vycházky. Ve zdejší oblasti se nachází několik archeologických nalezišť a pozůstatků několik set let starých kamenných domů. Rezidenční věžové domy poskytují panoramatický výhled na celý Haifský záliv.
Během operace Pouštní bouře byl ve Vardiji rozmístěn protiraketový systém Patriot.